# More Yom
More Yom es una banda de rock cristiano/funk de Newport (Oregón, EE. UU.). Está formada por Blotus, Spud y Mike G.

## Biografía
More Yom es un trío formado por Blotus como cantante y bajista, Spud como guitarrista y Mike G como batería.
Aaron Gibson (Blotus) ha estado tocando y escribiendo canciones durante años. 
Ha estado en varias bandas, pero, como él mismo ha dicho, "More Yom tiene una chispa especial".
En el 2005 se le unió Chris (Spud). El anterior batería abandonó la banda en el 2006 por asuntos personales y fue sustituido por el hermano mayor de Aaron, Mike.
El 11 de junio del 2007, Aaron publicó en el blog del myspace de la banda que Spud se había graduado en el instituto el 9 de junio, Mike tenía un trabajo que estaba llegando a su fin y él había vendido su casa y cerrado su negocio para dedicarse a la banda.
Actúan en el Cornerstone Festival 2007, donde interpretaron una nueva canción: One Grain. El 28 de septiembre actuaron en California.

### Su sonido
Su música es difícil de clasificar, sonando como una especie de mezcla de reggae y indie rock con Blotus medio cantando, medio rapeando.

### Influencias
Sus influencias son Rich Mullins, Bootsy Collins, David Bowie, Blindside, Stray Cats, Bob Marley, Elvis Presley, The Beatles, P.O.D., Sara Groves, Frank Zappa, Béla Fleck, Bob Dylan, Buckshot Lefonque, C.S. Lewis y Stavesacre.

### Cambio de nombre
Inicialmente la banda se llamaba Ripe. Bajo este nombre sacaron su álbum More Yom. 
Pero el que hubiera otras bandas que también se llamaban Ripe creaba cierta confusión en las descargas de sus canciones en Internet.
Entonces decidieron cambiar el nombre de la banda por el título del álbum y rebautizar a éste con su anterior nombre.

## Discografía

### Ripe
Fue publicado 27 de junio de 2007. 
El nombre original del álbum era More Yom, pero cuando le dieron ese nombre a la banda, pasó a llamarse Ripe.

#### Canciones
1. Beautiful 2:58
2. Demon Donkey 3:13
3. Set Sail 3:23
4. Peace Of Mind 3:36
5. The Laugher 3:33
6. So Bold 3:26
7. Our Savior's Eyes 4:06
8. Elements 3:43
9. Show Me The Door 3:15
10. Tonic 3:57
11. Demon Donkey (1:00am Version) 2:34

## Videos
Solamente han realizado un video, el de la canción "Set Sail", la cuarta de su único disco Ripe.
En él se ve a los tres componentes del grupo conduciendo por la carretera en una autocaravana para posteriormente bajarse en un pueblo el cual recorren mientras interpretan la canción. Pasan por un puerto y una feria, donde montan en un tiovivo y juegan a varios juegos.

## Miembros del grupo
- Blotus - Voz y bajo
- Spud - Guitarra
- Mike G - Batería

### Blotus
Su verdadero nombre es Aaron Gibson. Tiene 33 años. Es el cantante y bajista de More Yom y también escribe las letras. Mike G, el batería de la banda, es su hermano mayor.

### Spud
Su nombre es Chris Johnston. También se le conoce como Spud Johnston. tiene 18 años. Es el guitarrista de More Yom.
Se graduó en el instituto el 9 de junio de 2007.

### Mike G
Su nombre es Mike Gibson. Tiene 35 años. Es el batería de More Yom. Es el hermano mayor de Blotus. Le ofrecieron unirse a la banda en el 2006, tras la salida del anterior batería.